# Jean-Claude Touche
Jean-Claude Touche, né le 7 août 1926 à Paris 8e où il est mort le 29 août 1944, est un musicien, organiste et compositeur français.

## Biographie
Il est né le 7 août 1926 à Paris. Son père, Firmin Touche, est premier violon des Concerts Colonne et professeur au Conservatoire de Paris.
En 1941, il entre au Conservatoire où Henri Rabaud vient de céder sa place à Claude Delvincourt. Il fréquente les classes de Maurice Duruflé et de Marcel Dupré. Il obtient un premier prix d'orgue en 1944, trois mois avant sa mort.
Durant sa très courte existence, il compose quelques ouvrages de qualité : Thème et variations sur Veni creator et une Pastorale pour orgue.
« Il avait les dons du virtuose, la clarté, la flamme. Ses exécutions étaient en même temps réfléchies et vivantes. Il adorait l'improvisation et faisait partager à ses auditeurs, ses aspirations, ses extases religieuses. » Ainsi s'exprimait Marcel Dupré en parlant de son élève.
Hélène de Felice écrivait dans Le Figaro du 12 août 1999 : « Tous ceux qui ont connu Jean-Claude Touche conservent de lui un extraordinaire souvenir. Il possédait le charisme qu'apporte la beauté jointe à l'intelligence, celle de l'esprit et celle du cœur. Il rayonnait d'une foi réelle, celle qui conduit au dévouement total... »
Méconnu du public, Jean-Claude Touche aurait pu devenir un très grand musicien et chef d'orchestre français. En tentant de ramasser sur un brancard un blessé de la rue de Rivoli, à l'angle de la place de la Concorde, une balle allemande vient frapper mortellement ce jeune musicien âgé de dix-huit ans, en ce 25 août 1944, durant les combats de la libération de Paris. Il mourra le 29 août 1944 après une opération désespérée. Il est inhumé au cimetière du Père-Lachaise (44e division).
Il est médaillé post-mortem de la Grande médaille de la croix rouge française.